# Théo Viens
Pour les articles homonymes, voir Viens (homonymie).
Théo Viens, né le 18 décembre 1996, est un céiste français.

## Carrière
Théo Viens est médaillé d'argent en C1 classique aux Championnats du monde de descente de canoë-kayak 2022.
Il remporte la médaille d'or en C1 classique et en C2 classique avec Nicolas Sauteur aux Championnats d'Europe de descente de canoë-kayak 2023 à Skopje.
Il est médaillé d'or en C2 sprint par équipes et médaillé d'argent en C2 sprint aux Championnats du monde de descente de canoë-kayak 2023 à Augsbourg.